# Cabaloria
Cabaloria fue una alquería española del municipio de Sotoserrano, perteneciente a la provincia de Salamanca, ahora en la comunidad autónoma de Castilla y León.

## Toponimia
El lugar puede aparecer referido como «Cabaloria» y «Cadalloria».

## Historia
Hacia mediados del siglo XIX, el lugar era referido como una aldea dependiente de Sotoserrano. Aparece descrito en el quinto volumen del Diccionario geográfico-estadístico-histórico de España y sus posesiones de Ultramar de Pascual Madoz con las siguientes palabras:

CABALORIA: ald. en la prov. de Salamanca, part. jud. de Sequeros, y dependiente en todo de Soto-serrano (V.). sit. á 1/2 leg. SE. de esta v., en una hondonada, cercada por la parte del E. y S. de cerros de regular altura: tiene una fuente con el agua necesaria en todo tiempo, y pasa á 1/4 leg. de la ald. del r. Cuerpo de hombre.
(Madoz, 1846, p. 10)

La alquería quedó sumergida en 1965 bajo las aguas del embalse de Gabriel y Galán.